# Тихоокеанський сільський округ
Тихоокеа́нський сільський округ (каз. Тихоокеанск ауылдық округі, рос. Тихоокеанский сельский округ) — адміністративна одиниця у складі Тайиншинського району Північноказахстанської області Казахстану. Адміністративний центр — село Тихоокеанське.
Населення — 591 особа (2021; 1221 у 2009, 1965 у 1999, 2692 у 1989).
Станом на 1989 рік існували Севастопольська сільська рада (село Алабота, Шункирколь) та Тихоокеанська сільська рада (село Тихоокеанське) колишнього Чкаловського району.

## Склад
До складу округу входять такі населені пункти:
| Населений пункт     | Старі назви | Населення, осіб (1989) | Населення, осіб (1999) | Населення, осіб (2009) | Населення, осіб (2021) |
| ------------------- | ----------- | ---------------------- | ---------------------- | ---------------------- | ---------------------- |
| Алабота, село       | -           | 392                    | 322                    | 176                    | 37                     |
| Тихоокеанське, село | -           | 908                    | 856                    | 642                    | 390                    |
| Шункирколь, село    | -           | 1392                   | 787                    | 403                    | 164                    |